# Schuppertholz
Schuppertholz ist eine  Ortschaft und eine Katastralgemeinde der Marktgemeinde Dobersberg im Bezirk Waidhofen an der Thaya im niederösterreichischen Waldviertel mit 70 Einwohnern (Stand 1. Jänner 2024).

## Geografie
Das östlich von Dobersberg gelegene Dorf wird an drei Seiten von der Deutschen Thaya umspült, die bei der Radlmühle ihre nördlichste Stelle einnimmt. Durch das Dorf führen die Landesstraßen L8156 und L8155. Am 1. April 2020 umfasste die Ortschaft, zu der auch die Radlmühle zählt, insgesamt 29 Adressen.

## Geschichte
In alten Urkunden scheint das Dorf unter der Bezeichnung Schuechperichtholz auf. Ritter Ulrich von Schuechperichtholz wird 1204 als Gefolgsmann der Gräfin Sophia von Raabs (auch Sofia von Zollern) angeführt. Die Bewohner waren laut der Beschreibung Schweickhardts mittelmäßig bestiftete Landbauern, Kleinhäusler und Inleute. Wegen der sandigen Böden wurde nur Roggen, Hafer und Erdäpfel ausgebaut, nur die besseren Lagen brachten auch Flachs und Kraut hervor. Deshalb wurde auch vermehrt Viehzucht betrieben, die im Winter mittels Stallfütterung geführt wurde.
Im Jahr 1822 wurde der Ort als Dorf mit 21 Häusern genannt, das nach Münchreith eingepfarrt war, wohin auch die Kinder eingeschult wurden. Die Herrschaft Gilgenberg besaß die Ortsobrigkeit, besorgte die Konskription und hatte die Grundherrschaft inne. Die Landgerichtsbarkeit wurde von der Herrschaft Drosendorf ausgeübt. Um 1910 wurde bei der Radlmühle eine Brücke über die Thaya errichtet. Nach dem Adressbuch von Österreich waren im Jahr 1938 in Schuppertholz ein Gastwirt, eine Mühle mit Sägewerk, zwei Tischler und mehrere Landwirte ansässig.